# I Only Want Happiness
《I Only Want Happiness》（日文：ほとり〜たださいわいを希う。〜）為日本新力影業公司附屬機構Animax頻道所播出的電視動畫。全片約四十分鐘。此作品於Animax所舉辦之第三屆Animax動畫大獎中獲得優勝，因而由日本Sunrise及Animax製作成為OVA動畫。當年動畫大獎的主題是「機器人」。原作者宮崎麻耶在獲獎時年僅十八歲。

## 故事大綱
故事發生在未來的二十一世紀中葉。小涼（スズ）是一個依照小倉涼（おぐらりょう）打造、繼承小倉涼的記憶而存在的機器人。透過植入小倉涼的人格素子而漸漸擁有許多小倉涼的記憶。而畔（ほとり）是一名罹患不治之症的少女，記憶會隨著發病漸漸消失。在一次的邂逅下，小涼遇到了這個跟他完全相反的少女。某一天，畔交給了小涼一把手槍，並且跟小涼定下約定：如果小涼發現畔忘記了一切，就用這把槍結束畔的生命……。

## 登場人物
小涼（スズ）
配音員：白石涼子
植入小倉涼（おぐら　りょう）人格素子的機器人。有時會因為突然輸入的記憶而感到痛苦。在遇到畔之後，漸漸產生出自己的人格。小倉涼的父母在小倉涼生病後便開始有製作小涼的打算。
畔（ほとり）
配音員：川澄綾子
罹患疾病的少女，因為疾病而會漸漸失去記憶。母親很早就去世，相當害怕失去對母親的回憶。不希望哥哥一直為自己的身體擔心。
清水要（しみず　かなめ）
配音員：井上和彦
畔的父親，也是負責訓練小涼變成小倉涼的醫生。拒絕將畔做成機器人，但是還是製作了畔的人格素子，似乎相當迷惘。
清水樹（しみず　いつき）
配音員：浪川大輔
畔的哥哥。相當擔心妹妹的身體。一度認為應該要在畔死後，利用畔的人格素子作成機器人。
碓冰晶（碓氷晶（うすい　あきら））
配音員：桑島法子
醫院的護士，負責觀察、紀錄小涼每天的情況。
小倉真由（小倉まゆ（おぐら　まゆ））
配音員：土井美加
小倉涼的母親。希望在小倉涼死後，還能有小倉涼在身邊的感覺，所以委託畔的父親製作小涼。
小倉潤（おぐら　じゅん）
配音員：泉尚摯
小倉涼的父親。

## 製作人員
- 原作：宮崎麻耶
- 監督：安濃高志
- 脚本：金春智子
- 製作：吉井孝幸、瀧山雅夫
- 音樂：PRISMIX
- 角色設定：山下信一
- 創意監督：高橋良輔
- 動畫製作：Sunrise、Animax

## 片尾曲
- 「約束」
  - 作詞作曲：大塚彩子，歌：村谷祥子

## 參照
- Animax
- Sunrise

## 外部連結
- （英文）Animax全球網站（页面存档备份，存于）
- （英文）Animax動畫大獎